# 우라카와정
우라카와정(일본어: 浦河町)은 일본 홋카이도 히다카 진흥국 관내에 있는 정이다. 히다카 진흥국의 소재지이다.

## 지리
히다카 진흥국 연안 중부에 위치한다. 북부에 히다카 산맥이 있고, 남부는 태평양과 접한다. 지진 발생이 비교적 많은 지역으로 우라카와 측후소(2009년 10월 폐지)를 통해 히다카 관내에서 유일하게 진도 정보가 얻어지고 있었다.

### 기후
연안부는 태평양과 접하기 때문에 홋카이도 내에서는 기후가 온화하고 쾨펜의 기후 구분으로는 서안 해양성 기후로 분류되기도 한다. 여름은 높새바람의 영향을 받기 때문에 기온이 낮다. 겨울은 눈이 적고, 일조 시간이 비교적 길다. 한편 연안부 이외에는 홋카이도다운 추위를 보인다.
| 우라카와정의 기후                                            | 우라카와정의 기후 | 우라카와정의 기후 | 우라카와정의 기후 | 우라카와정의 기후 | 우라카와정의 기후 | 우라카와정의 기후 | 우라카와정의 기후 | 우라카와정의 기후 | 우라카와정의 기후 | 우라카와정의 기후 | 우라카와정의 기후 | 우라카와정의 기후 | 우라카와정의 기후 |
| 월                                                           | 1월               | 2월               | 3월               | 4월               | 5월               | 6월               | 7월               | 8월               | 9월               | 10월              | 11월              | 12월              | 연간              |
| ------------------------------------------------------------ | ----------------- | ----------------- | ----------------- | ----------------- | ----------------- | ----------------- | ----------------- | ----------------- | ----------------- | ----------------- | ----------------- | ----------------- | ----------------- |
| 역대 최고 기온 °C (°F)                                       | 10.9 (51.6)       | 10.9 (51.6)       | 16.5 (61.7)       | 21.0 (69.8)       | 23.5 (74.3)       | 27.2 (81.0)       | 30.7 (87.3)       | 31.5 (88.7)       | 29.9 (85.8)       | 23.7 (74.7)       | 19.1 (66.4)       | 14.3 (57.7)       | 31.5 (88.7)       |
| 일평균 최고 기온 °C (°F)                                     | 0.9 (33.6)        | 1.2 (34.2)        | 4.4 (39.9)        | 8.9 (48.0)        | 13.5 (56.3)       | 16.9 (62.4)       | 20.7 (69.3)       | 23.0 (73.4)       | 21.4 (70.5)       | 16.2 (61.2)       | 9.8 (49.6)        | 3.6 (38.5)        | 11.7 (53.1)       |
| 일일 평균 기온 °C (°F)                                       | −2.4 (27.7)       | −2.1 (28.2)       | 0.9 (33.6)        | 5.2 (41.4)        | 9.7 (49.5)        | 13.5 (56.3)       | 17.7 (63.9)       | 19.9 (67.8)       | 17.7 (63.9)       | 12.3 (54.1)       | 6.1 (43.0)        | 0.1 (32.2)        | 8.2 (46.8)        |
| 일평균 최저 기온 °C (°F)                                     | −5.7 (21.7)       | −5.6 (21.9)       | −2.5 (27.5)       | 1.8 (35.2)        | 6.4 (43.5)        | 10.7 (51.3)       | 15.3 (59.5)       | 17.4 (63.3)       | 14.4 (57.9)       | 8.3 (46.9)        | 2.5 (36.5)        | −3.1 (26.4)       | 5.0 (41.0)        |
| 역대 최저 기온 °C (°F)                                       | −15.5 (4.1)       | −14.8 (5.4)       | −13.1 (8.4)       | −8.1 (17.4)       | −2.5 (27.5)       | 2.3 (36.1)        | 6.5 (43.7)        | 8.9 (48.0)        | 1.9 (35.4)        | −1.3 (29.7)       | −7.9 (17.8)       | −13.1 (8.4)       | −15.5 (4.1)       |
| 평균 강수량 mm (인치)                                        | 34.0 (1.34)       | 28.9 (1.14)       | 48.8 (1.92)       | 77.9 (3.07)       | 125.3 (4.93)      | 95.9 (3.78)       | 141.5 (5.57)      | 161.6 (6.36)      | 144.4 (5.69)      | 117.7 (4.63)      | 83.4 (3.28)       | 59.0 (2.32)       | 1,118.3 (44.03)   |
| 평균 강설량 cm (인치)                                        | 41 (16)           | 35 (14)           | 19 (7.5)          | 1 (0.4)           | 0 (0)             | 0 (0)             | 0 (0)             | 0 (0)             | 0 (0)             | 0 (0)             | 4 (1.6)           | 28 (11)           | 128 (50)          |
| 평균 강수일수 (≥ 0.5 mm)                                     | 11.5              | 9.3               | 10.3              | 11.2              | 12.0              | 10.0              | 12.1              | 11.8              | 11.6              | 12.4              | 14.7              | 14.0              | 140.9             |
| 평균 강설일수 (≥ 1 cm)                                       | 11.7              | 10.1              | 5.1               | 0.5               | 0.0               | 0.0               | 0.0               | 0.0               | 0.0               | 0.0               | 1.3               | 8.2               | 36.9              |
| 평균 상대 습도 (%)                                           | 65                | 68                | 72                | 78                | 83                | 90                | 92                | 90                | 84                | 75                | 69                | 65                | 78                |
| 평균 월간 일조시간                                           | 142.0             | 160.8             | 194.2             | 187.9             | 187.2             | 145.0             | 115.6             | 136.0             | 163.4             | 172.2             | 121.7             | 113.2             | 1,839.1           |
| 출처: 일본 기상청 (평년값: 1991년~2020년, 극값: 1927년~현재) |                   |                   |                   |                   |                   |                   |                   |                   |                   |                   |                   |                   |                   |

### 인접한 자치체
- 히다카 진흥국
  - 히다카군 신히다카정
  - 사마니군 사마니정

- 도카치 종합진흥국
  - 히로오군 히로오정, 다이키정

## 역사
- 1902년 - 2급 정촌제를 시행해 우라카와촌, 시로이즈미촌, 무코베쓰촌, 이칸다이촌 등 4개 촌이 합병, 정으로 승격해 우라카와정이 되었다.
- 1915년 4월 1일 - 우라카와정, 니시차촌, 기네우스촌 등 3개 정촌이 합병해 1급 정촌제의 우라카와정이 되었다.
- 1956년 - 우라카와군 오기후시촌을 편입했다.

## 산업
기간산업은 경종마 생산, 어업이다. 연어, 송어, 오징어, 히다카 다시마 등이 잡힌다.

## 교통

### 철도
- 홋카이도 여객철도 히다카 본선

### 도로
- 국도 235호선
- 국도 236호선(일본어판)
- 국도 336호선